# Милко Чулев
Милко Тодоров Чулев е български офицер, бригаден генерал.

## Биография
Роден е на 8 октомври 1964 г. в Нови Искър. На 21 април 2008 г. е назначен на длъжността директор на служба „Военна полиция“ и удостоен с висше офицерско звание бригаден генерал, считано от 1 юни 2008 г. На 13 юли 2009 г. е освободен от длъжността директор на служба „Военна полиция“ и назначен за заместник главен инспектор на Министерството на отбраната. На 4 октомври 2010 г. е освободен от длъжността заместник главен инспектор на Министерството на отбраната.

## Военни звания
- Бригаден генерал (1 юни 2008)